# Diana Barrymore

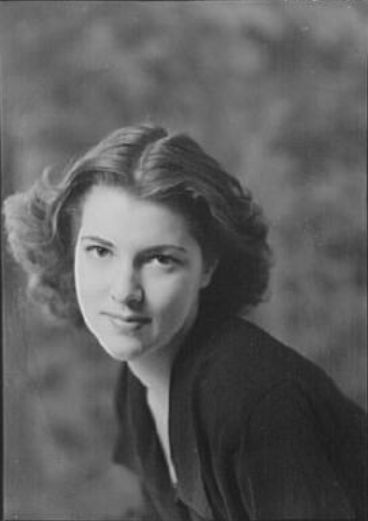
Diana Barrymore (1941; Foto: Arnold Genthe)

Diana Barrymore (* 3. März 1921 in New York City; † 25. Januar 1960 ebenda) war eine US-amerikanische Schauspielerin.

## Leben
Diana Barrymore war die Tochter der Hollywoodlegende John Barrymore und der Dichterin Blanche Oelrichs (alias Michael Strange). Sie war die Halbschwester von John Drew Barrymore und somit Tante der Schauspielerin Drew Barrymore, außerdem war sie die Nichte der Hollywoodlegenden Lionel Barrymore, Ethel Barrymore und Harry Davenport. Im Alter von sechs Jahren kam sie auf ein Internat in Paris. Ihre Eltern sah sie selten, da diese sich trennten und ihr Vater mit seiner dritten Ehefrau Dolores Costello zusammenlebte. 1937 wurde sie an der American Academy of Dramatic Art in New York angenommen. Der Produzent David O. Selznick lud sie im Jahr danach ein, um für Vom Winde verweht vorzusprechen. Die Rolle bekam sie jedoch nicht. In der Folgezeit spielte sie Theater. Hier spielte sie sich von kleinen Bühnen bis an den Broadway hoch.
Ihr Filmdebüt gab sie 1941 im Film Herzen in Flammen von Raoul Walsh. In der Folgezeit wurde sie zeitweise als kommender Hollywood-Star gehandelt und erhielt eine Reihe von Hauptrollen. Sie galt als relativ talentiert, doch litt ihre Karriere unter den ständigen Vergleichen mit ihren berühmten Verwandten und vor allem hatte sie bereits zu dieser Zeit ein Alkoholproblem entwickelt. Schon 1944 spielte sie ihre letzte bedeutende Filmrolle. Ihr werden danach in einigen Filmografien teilweise noch Statistenauftritte in Die Abenteuer Mark Twains (1944), Opfer der Unterwelt (1950) und Die Spur führt zum Hafen (1951) zugewiesen, allerdings gelten diese Auftritte als ungesichert.
Nach dem Tod ihres Vaters 1942, mit dem sie sich nie aussöhnte, heiratete sie den Schauspieler Bramwell Fletcher. 1947 heiratete sie nach der Scheidung ein zweites Mal den Tennisprofi John Howard, die Ehe hielt nur ein Jahr. Howard wurde 1950 wegen Sklaverei inhaftiert. Nach dem Ende ihrer Filmkarriere begann sie eine neue Laufbahn beim Fernsehen. Bei CBS bekam sie ihre eigene Talkshow The Diana Barrymore Show, die allerdings bald abgesetzt wurde. Sie hatte auch mehrfach Auftritte in den Fernsehserien anderer Künstler. Aufgrund der Stagnation ihrer Karriere verschlechterten sich ihre Alkoholprobleme. Das führte sowohl zu finanziellen Problemen als auch zu Konflikten mit der Polizei. Ihre dritte und letzte Ehe mit dem Schauspieler Robert Wilcox, die von 1950 bis zu dessen Tod 1955 hielt, galt ebenfalls als stürmisch.
Ihre Autobiografie erschien im Jahre 1957 unter dem Titel Too Much, Too Soon (in Deutsch: Zu viel, zu schnell) und erhielt viel Aufmerksamkeit. Ein Jahr später wurde das Buch mit Dorothy Malone als Diana Barrymore und Errol Flynn als John Barrymore in den Hauptrollen als Ihr Leben war ein Skandal (Originaltitel: Too Much, Too Soon) verfilmt. 1960 starb Diana Barrymore im Alter von 38 Jahren, offenbar an den Folgen des Konsums von Alkohol und Schlaftabletten.

## Filmografie
- 1941: Herzen in Flammen (Manpower)
- 1942: Eagle Squadron
- 1942: Between Us Girls
- 1942: Wie ein Alptraum (Nightmare)
- 1943: Der Bandit des Grenzlandes (Frontier Badman)
- 1943: Fired Wife
- 1944: Ladies Courageous
- 1944: Hollywood-Kantine (Hollywood Canteen)